# Löreskogens naturreservat
Löreskogens naturreservat är ett kommunalt naturreservat i Örebro kommun i Örebro län.
Området är naturskyddat sedan 2024 och är 4 hektar stort. Reservatet ligger strax öster om Glanshammar och består av kalkbarrskog och lövskog.